# Manoir de Kerléguen
Le manoir de Kerléguen est une demeure qui se dresse sur la commune française de Grand-Champ dans le département du Morbihan, en région Bretagne.

## Localisation
Le manoir est situé au hameau de Kerléguen, à environ 1,2 km à vol d'oiseau au sud-ouest du bourg de Grand-Champ, dans le département français du Morbihan.

## Historique
Le manoir est construit en 1476 (inscription portée sur une cheminée du rez-de-chaussée) pour servir de presbytère aux curés de la paroisse de Grand-Champ, et ce jusqu'à la Révolution. Il est très remanié aux XVIIe et XVIIIe siècles.
Le manoir est inscrit au titre des monuments historiques par arrêté du 25 septembre 1928.

## Description
Le corps de logis est bâti en équerre,. Dans l'angle intérieur, se dresse une tourelle d'escalier,.
La façade porte plusieurs gargouilles, dont l'une sculptée en forme de loup. Deux lucarnes à meneaux, dont les frontons sont ornés de figures sculptées, ornent également la façade. La porte principale est surmontée d'une accolade.
Un évier avec canal de pierre est encore visible dans la cuisine.